# 王嗣衍
王嗣衍，字芷園，贵州修文人，清朝政治人物。進士出身。

## 生平
康熙三十六年（1697年）丁丑科進士，二甲十四名，后官常州府知府。